# Epiplema nivea
Epiplema nivea är en fjärilsart som beskrevs av George Francis Hampson 1902. Epiplema nivea ingår i släktet Epiplema och familjen Uraniidae. Inga underarter finns listade i Catalogue of Life.